# NGC 4792
NGC 4792 est une galaxie lenticulaire située dans la constellation du Corbeau. Sa vitesse par rapport au fond diffus cosmologique est de 4 719 ± 51 km/s, ce qui correspond à une distance de Hubble de 69,6 ± 4,9 Mpc (∼227 millions d'al). NGC 4792 a été découverte par l'astronome allemand Wilhelm Tempel en 1882.
À ce jour, une mesure non basée sur le décalage vers le rouge (redshift) donne une distance d'environ 51,900 Mpc (∼169 millions d'al). Cette valeur est nettement à l'extérieur des valeurs de la distance de Hubble. Notons cependant que c'est avec la valeur moyenne des mesures indépendantes, lorsqu'elles existent, que la base de données NASA/IPAC calcule le diamètre d'une galaxie et qu'en conséquence le diamètre de NGC 4792 pourrait être d'environ 16,1 kpc (∼52 500 al) si on utilisait la distance de Hubble pour le calculer.